# うとね
うとね（ローマ字：JDS Utone, MSC-633、MST-475）は、海上自衛隊の掃海艇。たかみ型掃海艇の4番艇。艇名は鵜渡根島に由来する。

## 艦歴
「うとね」は、第3次防衛力整備計画に基づく昭和43年度計画掃海艇333号艇として、日立造船神奈川工場で1969年8月6日に起工され、1970年4月6日に進水、1970年9月30日に就役し、第2掃海隊群に編入された。定係港は横須賀。同年11月19日、第2掃海隊群隷下に新編された第42掃海隊に「みやけ」とともに編入された。
1975年12月15日、第42掃海隊が横須賀地方隊に編入。
1986年12月16日、掃海母艇に種別変更され、船籍番号がMST-475に変更。呉地方隊第101掃海隊に編入。小型掃海艇用の掃海母艇としては三代目に当たる。
種別変更に伴い、1987年3月30日に艇を改装。係維・磁気掃海具と関連設備を撤去して小型掃海艇用の音響掃海具を搭載したほか、発電機室を居住区へ改造したうえで上甲板にも居住区を新設し、炊事設備やボイラーなども増設や強化が行われた。これに伴い、固有の乗員は38名に減少し、小型掃海艇の乗員30名を収容できるようになっている。
1993年2月9日、除籍。

## 登場作品
『沈黙の艦隊』
コミックス第9巻に収録の「海から来た男」にて竹上総理直々に経過報告のため召喚された深町の上陸用の為、「MST-475うとね」が登場する。